# Bibliothèque nationale d'Albanie
La bibliothèque nationale d'Albanie est la principale bibliothèque d'Albanie, fondée en 1920.

## Historique
Fondée en 1920, la bibliothèque nationale d'Albanie est inaugurée le 10 décembre 1922. La bibliothèque a commencé à produire une bibliographie nationale en 1959. Au 22 décembre 2014, les collections comptaient 1 164 127 documents, dont 325 207 signalés dans le catalogue informatique.